# Knallgerät

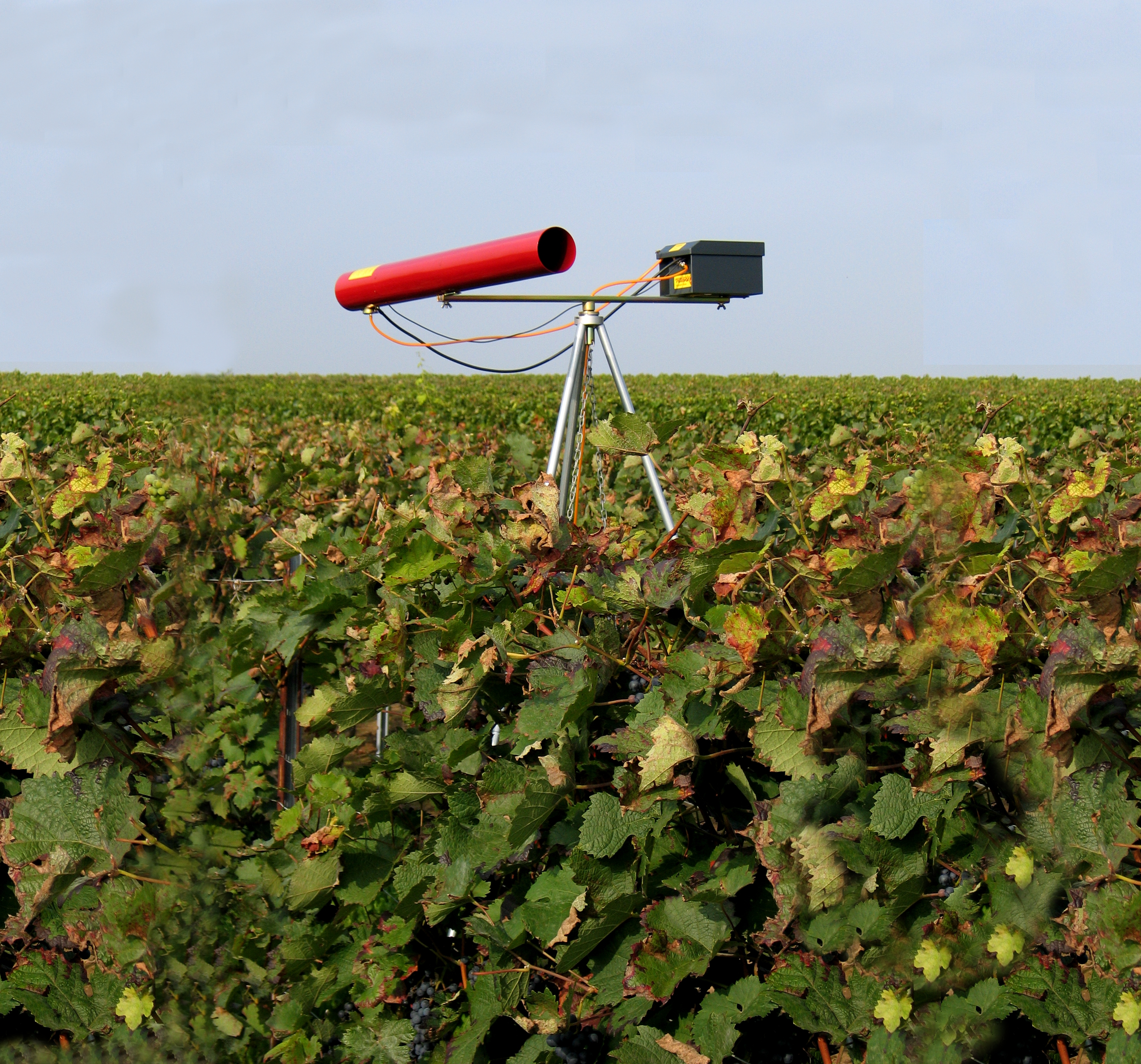
Modernes Gas Knallgerät im Weinbau zum Schutz der Reben vor Staren

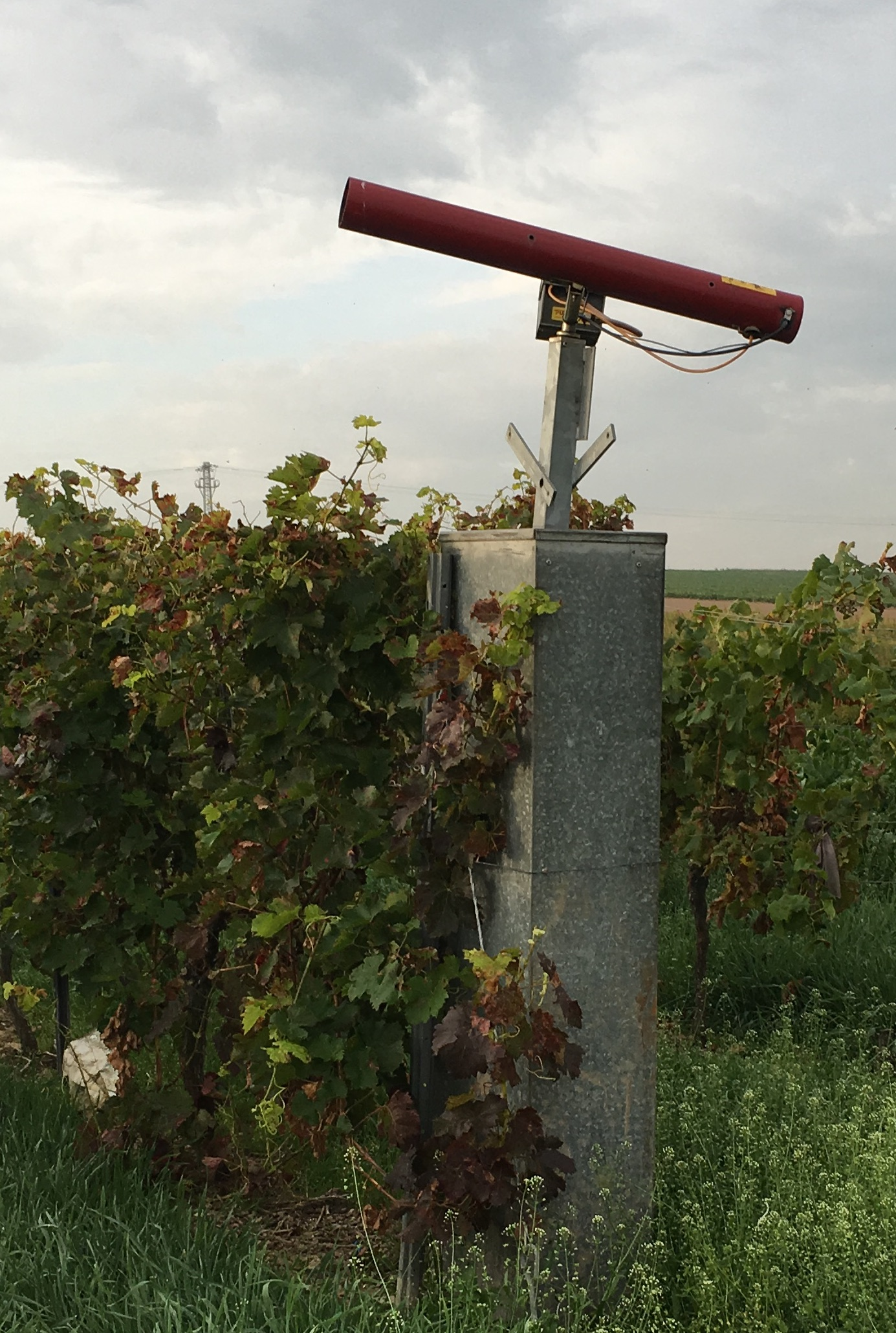
Moderner Schussapparat zur Vogelabwehr im Weinberg

Ein Knallgerät, oder auch Schreckschussgerät, ist ein Gerät zur Vergrämung von Wild und Vögeln auf landwirtschaftlich genutzten Flächen. 
Entweder durch Platzpatronen oder durch die Verbrennung von Gas wird in unregelmäßigen zeitlichen Abständen oder auch in seltenen Fällen bewegungsgesteuert ein Explosionsknall erzeugt, der Wild und Vögel zur Vermeidung von Wildschäden vertreiben soll.
Funktionsbeispiel: Ein Knallgerät wird mit einer Propangasflasche verbunden und eingeschaltet. Durch eine Zeitschaltuhr wird das Gerät aktiviert und gibt in unregelmäßigen Abständen einen einzelnen Knall oder eine Reihenfolge von Knallen ab. 
Die durch solche Geräte entstehenden Lärmimmissionen sind erheblich. Daher ist der Einsatz in der Nähe von Wohngebieten unterbindbar – zum Beispiel ist in § 7 Abs. 3 des Landesimmissionsschutzgesetzes vom 20. Dezember 2000 für Rheinland-Pfalz die Abwehr von Tieren mittels Knallgeräten folgendermaßen reglementiert:
„Der Betrieb von akustischen Einrichtungen und Geräten zur Fernhaltung von Tieren in Weinbergen oder in anderen gefährdeten landwirtschaftlichen Anbaugebieten, durch den Anwohner erheblich belästigt werden können, bedarf der Erlaubnis der zuständigen Behörde. Die Erlaubnis soll nur erteilt werden, wenn die Fernhaltung mit anderen verhältnismäßigen Mitteln nicht erreicht werden kann.“

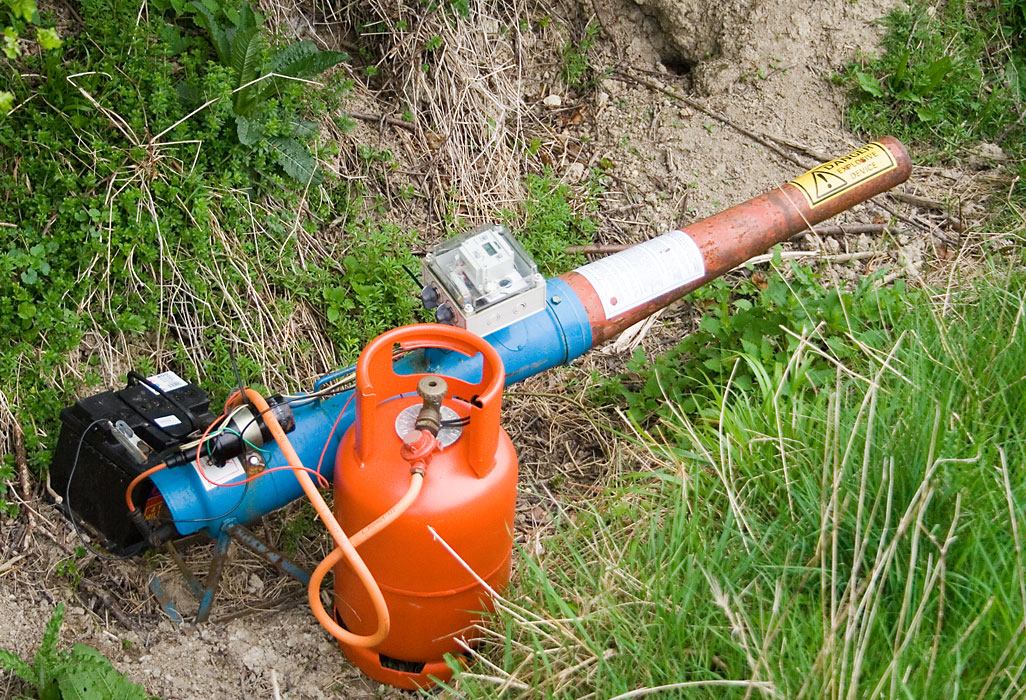
Gasbetriebenes Knallgerät
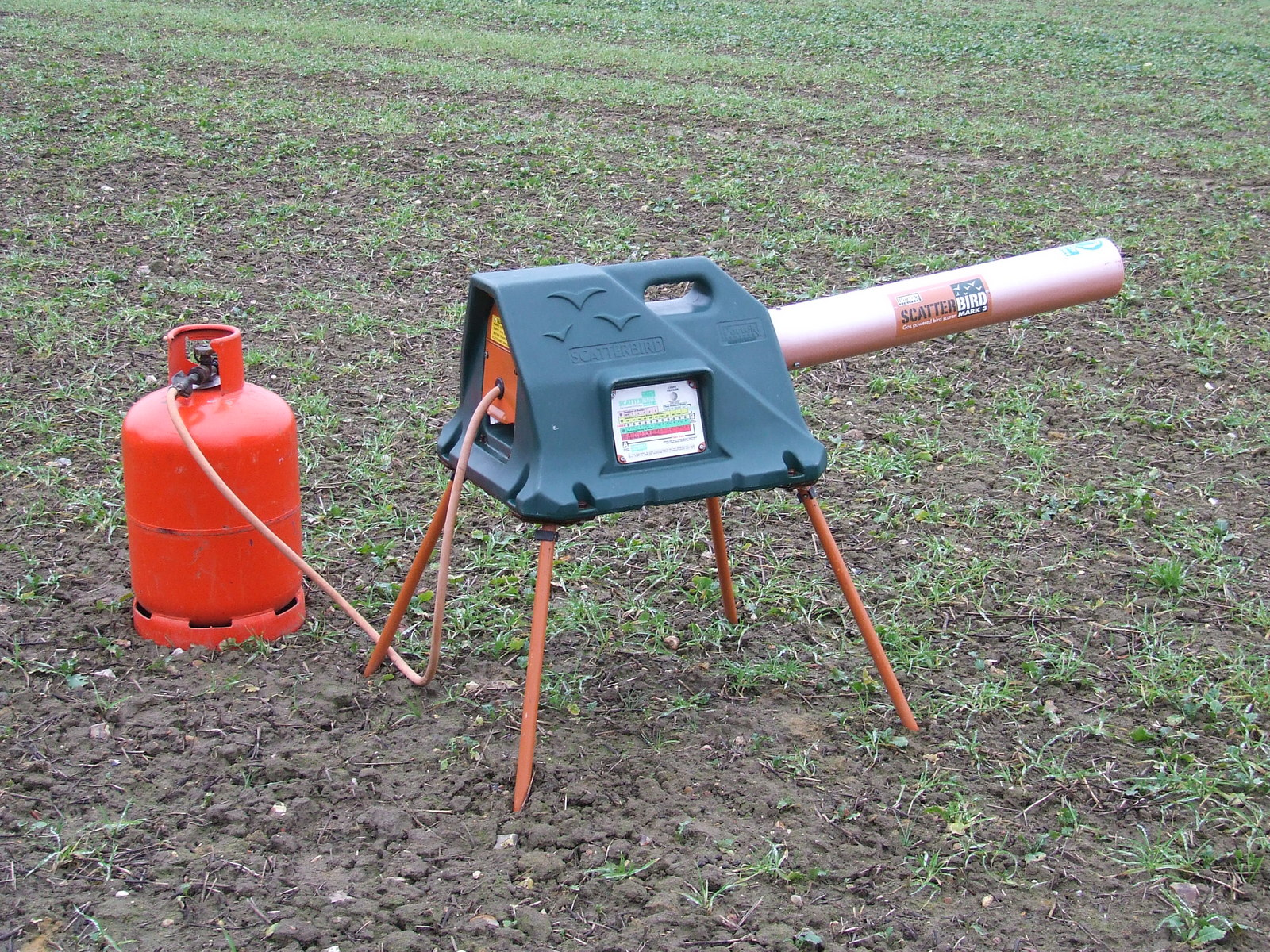
Gasbetriebenes Knallgerät